# Зоряне (Запорізький район)
Зоряне (до 18 лютого 2016 року — Урицьке) — село в Україні, у Широківській сільській громаді Запорізького району Запорізької області. Населення становить 323 осіб. До 2016 орган місцевого самоврядування — Веселівська сільська рада.

## Географія
Село Зоряне знаходиться за 2 км від правого берега річки Томаківка, на відстані 1 км від села Веселе. По селу протікає пересихаючий струмок із загатою.
У ландшафтному відношенні с.Зоряне знаходиться у верхів'ях балки Урицької — правої притоки р. Широка, яка в свою чергу є притокою р. Томаківка.
Не зважаючи на інтенсивне господарське використання прилеглої до села території, у межах розташованої нижче балки збереглись цілинні степи, природна байрачна і заплавна рослинність. Тут зустрічається ряд раритетних видів та угруповань рослин і тварин, занесених до Червоної книги України, Зеленої книги України та інших природоохоронних документів.

## Історія
4 лютого 2016 року Верховна Рада України перейменувала село Урицьке Запорізького району Запорізької області на село Зоряне.
12 червня 2020 року, відповідно до Розпорядження Кабінету Міністрів України від № 713-р «Про визначення адміністративних центрів та затвердження територій територіальних громад Запорізької області», увійшло до складу Широківської сільської громади.
19 липня 2020 року, в результаті адміністративно-територіальної реформи та ліквідації колишнього Запорізького району(1965-2020), село увійшло до складу новоутвореного Запорізького району.

## Галерея

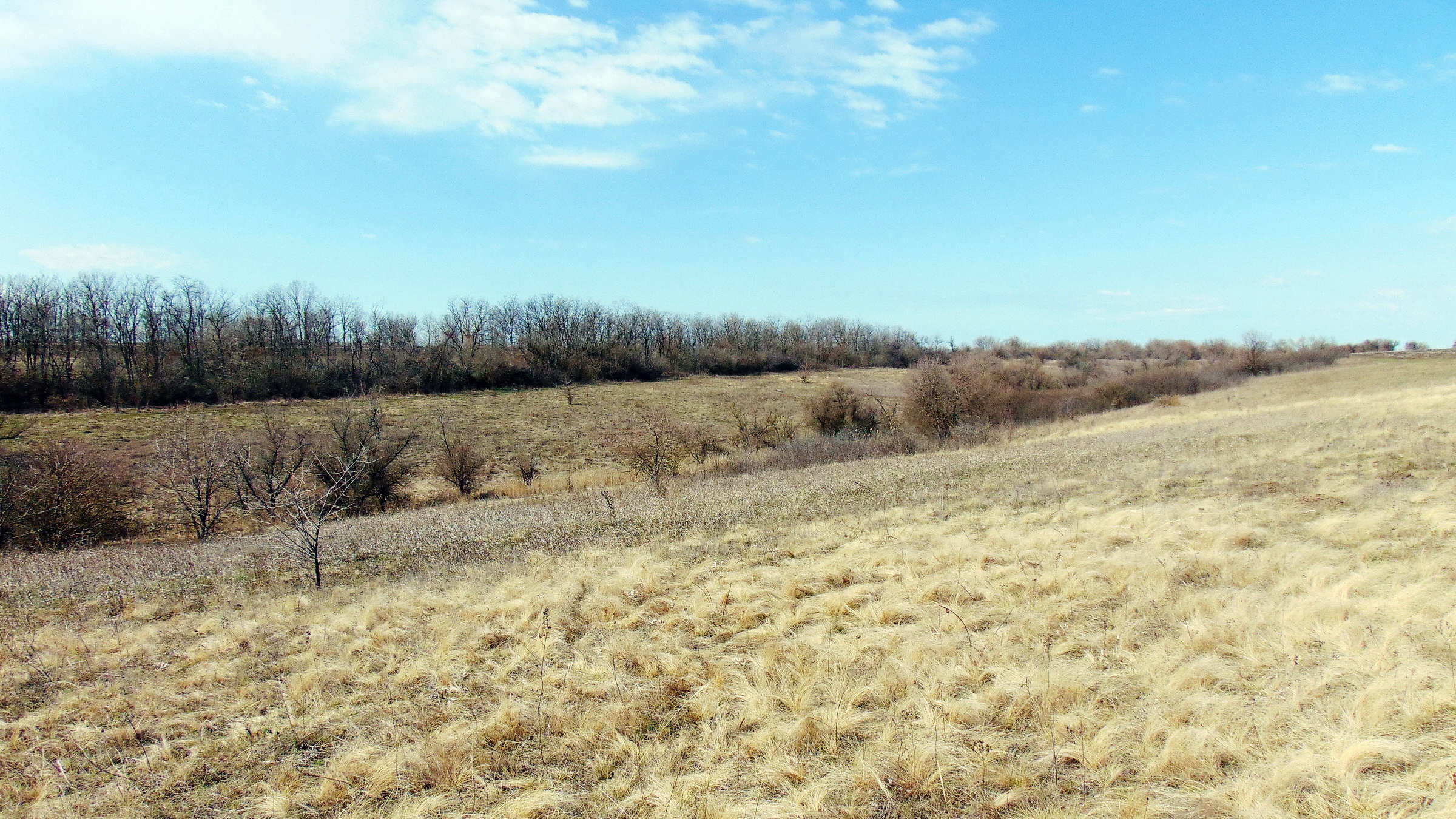
Ковиловий степ
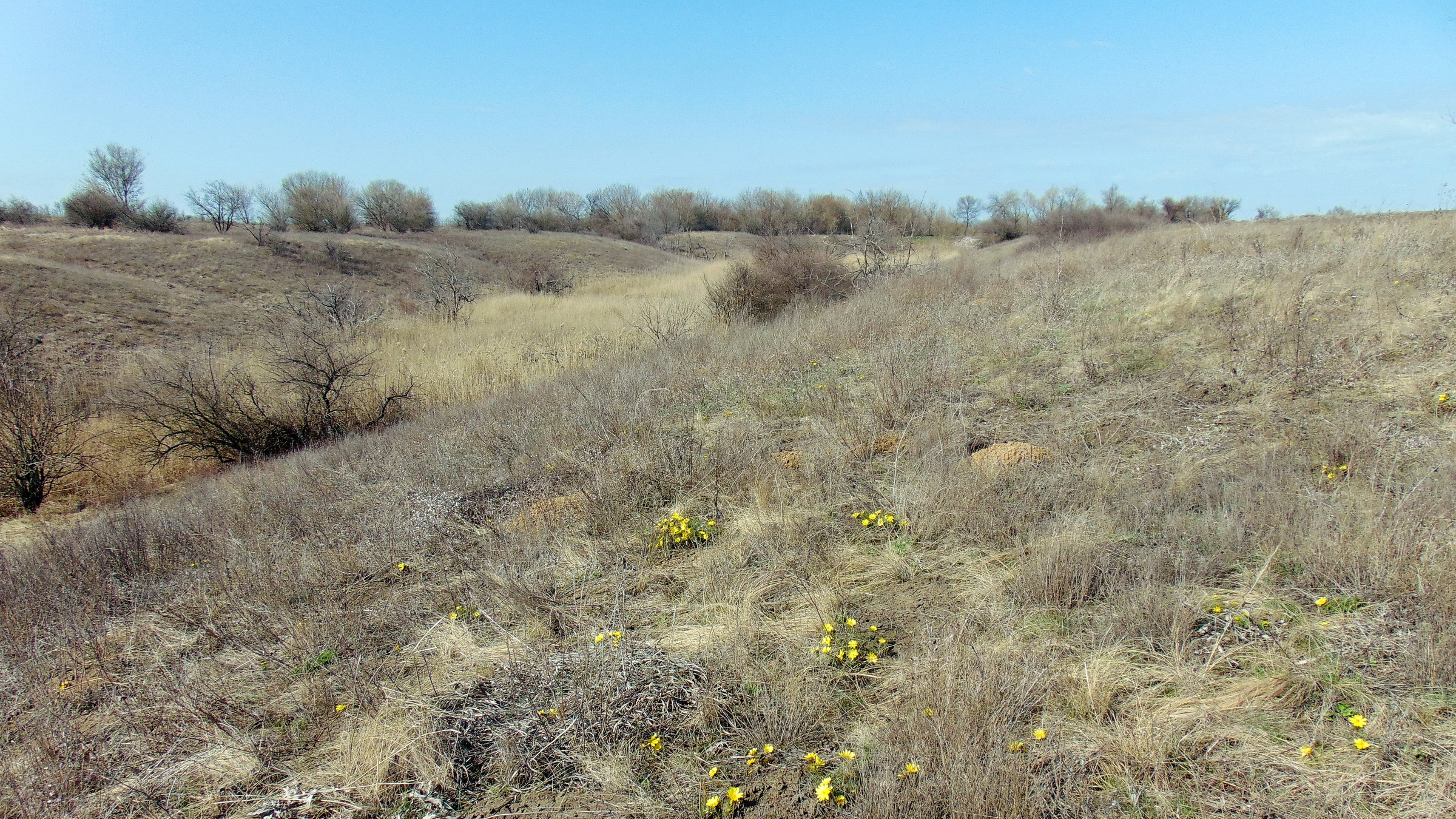
Балка Урицька
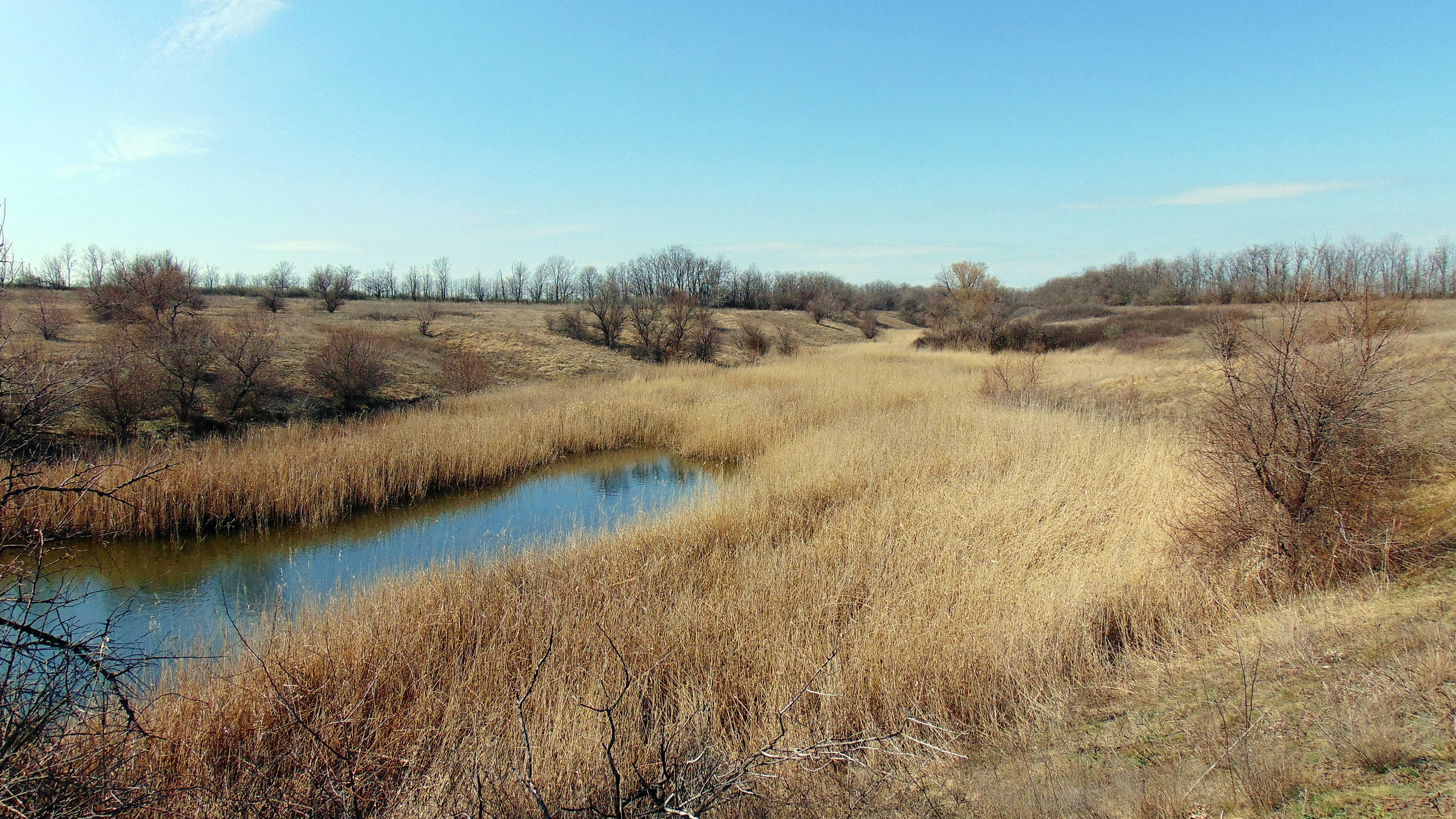
Нижній ставок
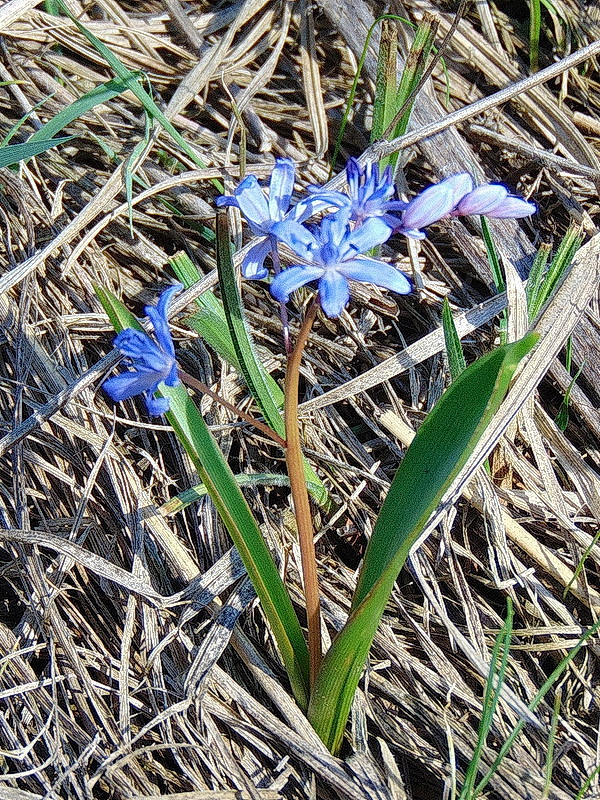
Проліска дволиста
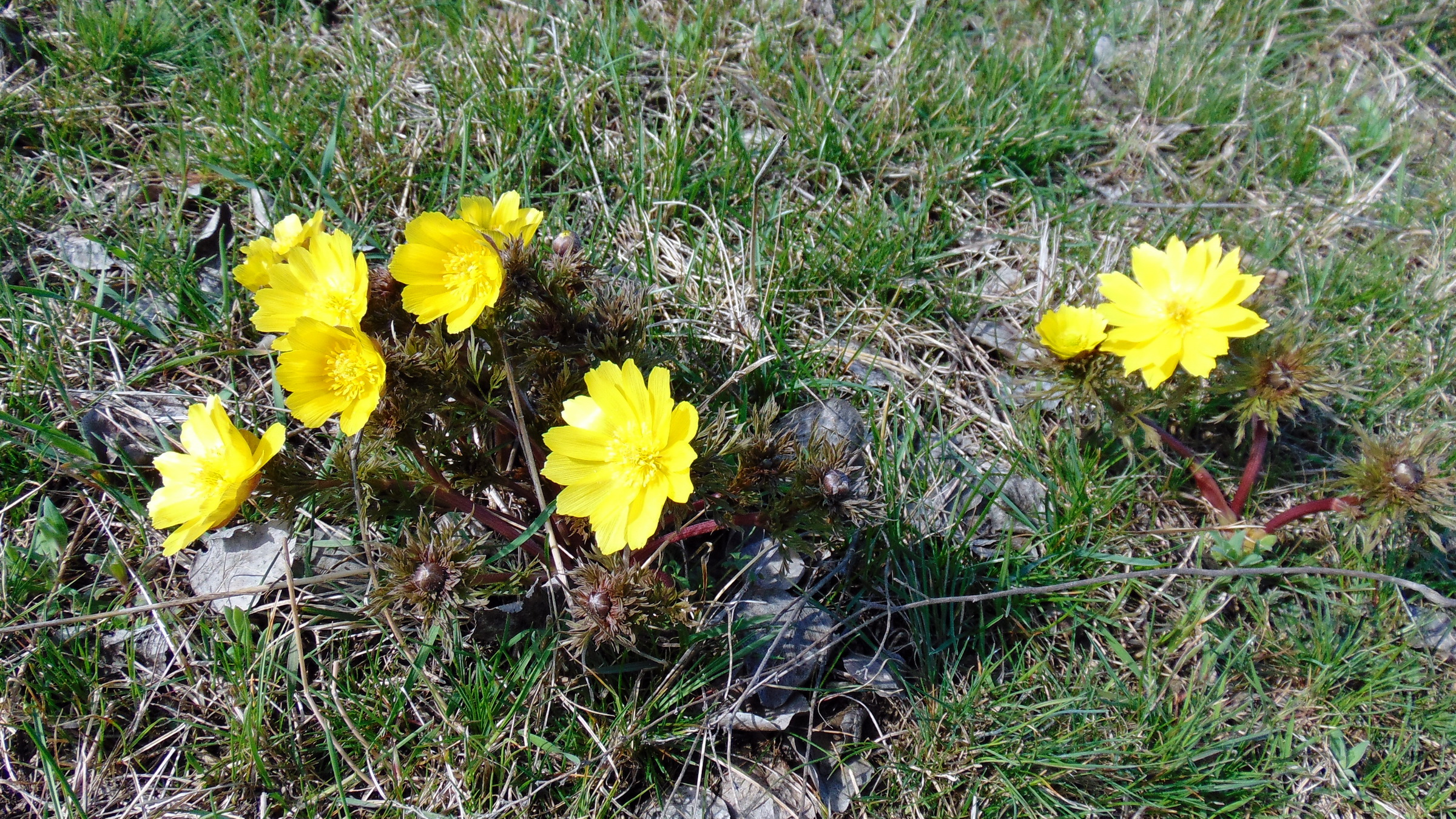
Адоніс волзький